# 57 км (колійний пост)
57 кіломе́тр — залізничний колійний пост Куп'янської дирекції Південної залізниці.
Розташований на північному заході смт Малинівка (квартали 92, 93 та 98) на місці розгалуження в напрямку зупинного пункту Малинівка, Чугуївський район, Харківської області на лінії Зелений Колодязь — Коробочкине між станціями Коробочкине (5 км) та Чугуїв (3 км).
Станом на травень 2019 року щодоби десять пар приміських електропоїздів здійснюють перевезення за маршрутом Гракове/Занки — Харків-Левада/Лосєве, проте зупинки не роблять.